# Булатов, Митхат Сагадатдинович
Митхат Сагатдинович Була́тов (18 апреля 1907, Баргар (юрты Исеневские) — 2004) — советский архитектор, историк архитектуры, доктор архитектуры (1975), автор трудов по истории и теории архитектуры Средней Азии и стран Востока. Заслуженный строитель Узбекской ССР (1970). Председатель правления Союза архитекторов Узбекской ССР (1955—1964). В 1940—1962 гг. главный архитектор Ташкента. Автор генерального плана Самарканда (1937—38), Ферганы (1938—39), Коканда (1938—39) и Кагана (1938—39), генерального плана реконструкции Ташкента (1952—54), административных и общественных зданий в Ташкенте и Самарканде. Член-корреспондент Академии строительства и архитектуры СССР (АСиА СССР). С 1992 года почётный член Международной академии архитектуры.

## Биография
Родился 18 апреля 1907 года в семье бухарцев-татар в селе Баргар (юртах Исеневские) Бухарской волости Тобольского уезда, что в пяти километрах от Тобольска. Отец его Сагадатдин Мухамет Булатов был специалистом в пушном деле и старостой деревни, служил приказчиком у купца, который затем передал «Почетному Бухарцу Сагадатдину Мухамету Булатову» в ведение Торговый Дом «И. М. Калин и К». Мать М. Булатова — Мухибжамал Авазбаки кызы Бекшенева происходила из большой зажиточной семьи города Тобольска. После революции семья Булатовых жила в доме бая Алима Ацыкеевича Тушакова, ныне — детский сад № 5 в Тобольске. После разорения бая Алима дом выкупил купец Ченбаев Мухаматсафар. По воспоминаниям Митхата Булатова, отец его ямщичил и для этого нужен был большой двор. Окончил неполную среднюю школу № 1 в Тобольске. Учился у тобольского художника Пантелеймона Петровича Чукомина (1874—1938). Учился в Тобольске, Казани и Ленинграде. Учился в 1929—1934 гг. на факультете архитектуры в Ленинградский институт инженеров коммунального строительства (ЛИИКСе) в Ленинграде.
Начал творческую деятельность в Москве с 1934 года по специальности архитектора общественных и жилых сооружений и градостроительства. В Москве познакомился с будущей женой, Верой Андреевной Левиной, коренной москвичкой, сотрудницей Отдела планировки Моссовета, с которой прожил в браке 69 лет. В 1935 году женился. Её родители, старообрядцы Рогожской общины, не хотели отпускать её замуж за «мусульманина-татарина».
В 1937 году уехал с женой в Ташкент по договоренности с «Узпланпроектом». В 1937—1938 гг. с женой работал над генеральным планом Самарканда, в 1938—39 гг. — Ферганы, Коканда и Кагана.
В 1940—1962 гг. Митхат Булатов работал главным архитектором Ташкента в Главном архитектурно-планировочным управлении (ГлавАПУ) Ташкентского горисполкома. По проекту 1944 года Митхата Булатова в 1946 году построен жилой дом завода имени Чкалова на улице Навои в Ташкенте. По проекту Митхата Булатова и Леонида Караша построен дом Горжилуправления на улице Навои в Ташкенте. В 1948 году построен жилой дом на набережной канала Анхор в Ташкенте, авторами которого были архитекторы Митхат Булатов и Леонид Караш. В 1951 году был построен Центральный парк культуры и отдыха им. Ленинского комсомола (ныне — Национальный парк Узбекистана имени Алишера Навои) в Ташкенте, авторами которого были архитекторы Митхат Булатов и Леонид Караш. В 1952—1954 гг. Митхат Булатов был автором генерального плана реконструкции Ташкента. В 1953 году построен фонтан на площади Хадра, напротив главного входа в Ташкентский цирк по проекту архитекторов Митхата Булатова и Леонида Караша. В 1954—1956 гг. был построен стадион «Пахтакор» на берегу арыка Бозсу в Ташкенте, автором которого были архитекторы Митхат Булатов и Леонид Караш.
В 1944—1945 гг. союзом архитекторов Узбекистана по поручению Управления по делам архитектуры при Совете Министров УзССР проводился закрытый конкурс на проект республиканской гостиницы, где первая премия была присуждена архитекторам Митхату Булатову и Леониду Карашу. В 1958 году открыта гостиница «Ташкент» (ныне — Lotte City Hotel Tashkent Palace) на Театральной площади (ныне — площадь Пушкина) в Ташкенте, авторами которой были архитекторы Митхат Булатов и Леонид Караш. Митхат Булатов был принят в члены-корреспонденты Академии строительства и архитектуры СССР (АСиА СССР). С 1949 года — член КПСС. В 1955—1964 гг. — председатель правления Союза архитекторов Узбекской ССР.
В 1964—1991 гг. работал в Институте искусствознания Министерства культуры Узбекской ССР. В 1965 году защитил кандидатскую диссертацию на тему «Мавзолей Саманидов и основы теории зодчества Средней Азии IX—X вв.». В 1970 году Митхату Булатову присвоено звание Заслуженного строителя Узбекской ССР.
В 1970 году был открыт памятник Навои и Джами в Самарканде, автором которого был Митхат Булатов (с соавторами). Памятник первоначально был установлен в 1970 году рядом с площадью Регистан, после переехал на перекресток улиц Дагбитской и Регистанской. В 2009 году монумент демонтировали.
В 1975 году в Институте живописи, скульптуры и архитектуры имени И. Е. Репина Академии художеств СССР в Ленинграде защитил докторскую диссертацию на тему «Геометрическая гармонизация в архитектуре Средней Азии IX—XV вв.». В 1978 году была опубликована одноимённая монография.
В 1978 году вышла монография старшего сотрудника Института искусствознания Министерства культуры Узбекской ССР Тулкиной Кадыровой (1935—2014) о Митхате Булатовом. Книга знакомила с творческой биографией архитектора, его теоретическими воззрениями, определившими творческий почерк зодчего и учёного. Рассматриваются основные этапы творчества Митхата Булатова, анализируется его мировоззрение, показана его работа как ученого и общественного деятеля.
В 1978—2010 гг. в здании, построенном по проекту Михтата Булатова в Самарканде находился Государственный музей истории и культуры Узбекистана. Ныне на месте снесённого здания музея расположен памятник Каримову.
В 1981—1983 гг. выполнил проект реконструкции обсерватории Улугбека в Самарканде.
Был членом редколлегии альманаха «Архитектура Узбекистана».
В 1991 году вышел на пенсию. В 1992 году принят в почётные члены Международной академии архитектуры. В 1997—2000 гг. был консультантом проекта мечети Кул-Шариф в Казани, принят почётным членом Союза архитекторов Республики Татарстан.
Благодаря усилиям Веры Булатовой в 2009 году была издана книга «Космос и архитектура» к 100-летию со дня рождения доктора архитектуры, академика М. С. Булатова. В книгу вошли неизданные ранее труды «Тенгри-нома. Космос и архитектура Средней Азии» и «Обсерватория
Улугбека», библиография, список архитектурных работ и воспоминания коллег и учеников.

## Семья
Супруга — Вера Андреевна Булатова (Левина; 1915—2014) — археолог, востоковед, кандидат исторических наук, автор многих научных книг и публикаций по истории и археологии Средней Азии.

## Награды
Митхат Булатов получил следующие награды:
- Орден «Знак Почёта» (1945)
- Медаль «За доблестный труд в Великой Отечественной войне 1941—1945 гг.» (1946)
- Медаль «Мустакиллик» (Независимость) (1992)

## Память
Именем Мидхата Булатова в Приволжском районе Казани была названа улица Булатова Мидхата.

## Сочинения
- Мавзолей Саманидов - жемчужина архитектуры Средней Азии / М. С. Булатов ; О-во охраны памятников истории и культуры Узбекистана. — Ташкент: Изд-во лит. и искусства, 1976. — 127 с.
- Геометрическая гармонизация в архитектуре Средней Азии IX-XV вв. : (Ист.- теорет. исслед.) / М. С. Булатов ; [Вступ. статья Л.И. Ремпеля]. — М.: Наука, 1978. — 380 с.
- Космос и архитектура : [к 100-летию со дня рождения доктора архитектуры, академика Булатова М.С.] / М. С. Булатов ; Академия наук Республики Узбекистан, Институт искусствознания, Благотворительный фонд Митхата Булатова. — М.; Ташкент: Сми-Азия, 2009. — ISBN 978-5-91-660005-6.
- Особенности и принципы прогрессивного решения планировки и застройки г. Ташкента / Чл. кор. АСиА СССР М. С. Булатов. — М., 1960. — 33 с. — (Материалы VI Сессии Академии строительства и архитектуры СССР по вопросам градостроительства/ Акад. строительства и архитектуры СССР).
- Генеральный план развития Ташкента. — [Ташкент], 1967. — 35 с. — (К Пленуму Ташкентского горкома КП Узбекистана). (соавтор)